# Kanton Valdoie
Der Kanton Valdoie ist eine französische Verwaltungseinheit im Arrondissement Belfort im Département Territoire de Belfort in der Region Bourgogne-Franche-Comté. Sein Hauptort ist Valdoie. 
Der Kanton Valdoie wurde erst 1967 gebildet, als der ehemalige Kanton Belfort aufgeteilt wurde. Im Jahr 1984 wurden die Gemeinden Offemont, Vétrigne und Roppe vom Kanton Valdoie abgetrennt und dem neu gegründeten Kanton Offemont zugeteilt. Der Kanton besteht aus zwei getrennten Gebieten (einerseits Valdoie, andererseits Cravanche und Essert), die durch die Fläche von Belfort voneinander separiert sind.

## Gemeinden
Der Kanton besteht aus acht Gemeinden mit insgesamt 15.619 Einwohnern (Stand: 1. Januar 2022) auf einer Gesamtfläche von 46,19 km²:
| Gemeinde       | Einwohner 1. Januar 2022 | Fläche km² | Dichte Einw./km² | Code INSEE | Postleitzahl |
| -------------- | ------------------------ | ---------- | ---------------- | ---------- | ------------ |
| Denney         | 762                      | 3,48       | 219              | 90034      | 90160        |
| Éloie          | 954                      | 5,55       | 172              | 90037      | 90300        |
| Évette-Salbert | 2.022                    | 9,16       | 221              | 90042      | 90350        |
| Offemont       | 4.054                    | 5,55       | 730              | 90075      | 90300        |
| Roppe          | 1.042                    | 7,43       | 140              | 90087      | 90380        |
| Sermamagny     | 945                      | 7,90       | 120              | 90093      | 90300        |
| Valdoie        | 5.193                    | 4,66       | 1.114            | 90099      | 90300        |
| Vétrigne       | 647                      | 2,46       | 263              | 90103      | 90300        |
| Kanton Valdoie | 15.619                   | 46,19      | 338              | 9009       | –            |

Bis zur landesweiten Neuordnung der französischen Kantone im März 2015 gehörten zum Kanton Valdoie die drei Gemeinden Cravanche, Essert und Valdoie. Sein Zuschnitt entsprach einer Fläche von 13 km km2. Er besaß vor 2015 einen anderen INSEE-Code als heute, nämlich 9006.

## Bevölkerungsentwicklung
| Jahr                       | 1962  | 1968  | 1975  | 1982  | 1990  | 1999  |
| Einwohner                  | 6.782 | 7.098 | 7.912 | 8.933 | 8.705 | 9.391 |
| Quellen: Cassini und INSEE |       |       |       |       |       |       |